# 拯救生命獎章
拯救生命獎章（俄語：медаль «За спасение погибавших»；英文：Medal "For Life Saving"），是俄羅斯聯邦頒發的一項獎章。

## 歷史
拯救生命獎章於1994年3月2日根據總統令設立，頒發章程曾分別在1999年1月6日、1995年6月1日、2010年9月7日及2011年12月16日四度根據總統令進行修訂。在2011年的修改中，此獎章的略章被正式設立，亦規定了如受勳者的壯舉表現出勇敢和勇氣，此獎章可以被頒發多於一次。

## 頒發
拯救生命獎章是頒發給在自然災害中救人、拯溺、撲滅火害及在其他情況中救人的公民。此勳章可以被追授。受勳者應把勳章戴在胸部的左邊，並且要和保護國界有功獎章放在一起。

## 獎章外貌
拯救生命獎章為一圓形銀牌，直徑長32mm，正面和反面的邊緣都凸起。獎章正面印有勇氣獎章上的浮雕圖案，反面中央下部和左半邊則有棕櫚、桂花和橡樹的樹枝，右半邊有一行字“拯救生命”（俄語：«ЗАСПАСЕНИЕПОГИБАВШИХ»）。反面亦有一個浮雕字母“N”和一條預留用作填上序號的橫線。 
拯救生命獎章的綬帶為一五邊形，上有一條24毫米寬的白色條紋，左右均有2mm的紅色條紋。這個獎章設有略章。

## 外部連結
- 俄羅斯聯邦官方網頁對此獎章的介紹 （页面存档备份，存于）